# تپه دلیان
تپه دلیان مربوط به دوره ساسانیان است و در شهرستان جلفا، بخش مرکزی، دهستان ارسی، روستای لیوارجان، روبروی شهرک جدیدالاحداث هادی شهر واقع شده و این اثر در تاریخ ۲۷ اسفند ۱۳۸۶ با شمارهٔ ثبت ۲۲۵۹۳ به‌عنوان یکی از آثار ملی ایران به ثبت رسیده است.